# نورپور نون
نورپور نون (به انگلیسی: Nurpur Noon) یک روستا در پاکستان است که در پنجاب واقع شده‌است.